# Dictyosperma album
Dictyosperma album är en enhjärtbladig växtart som först beskrevs av Jean-Baptiste Bory de Saint-Vincent, och fick sitt nu gällande namn av Rudolph Herman Scheffer. Dictyosperma album ingår i släktet Dictyosperma och familjen Arecaceae.

## Underarter
Arten delas in i följande underarter:
- D. a. album
- D. a. aureum
- D. a. conjugatum

## Bildgalleri

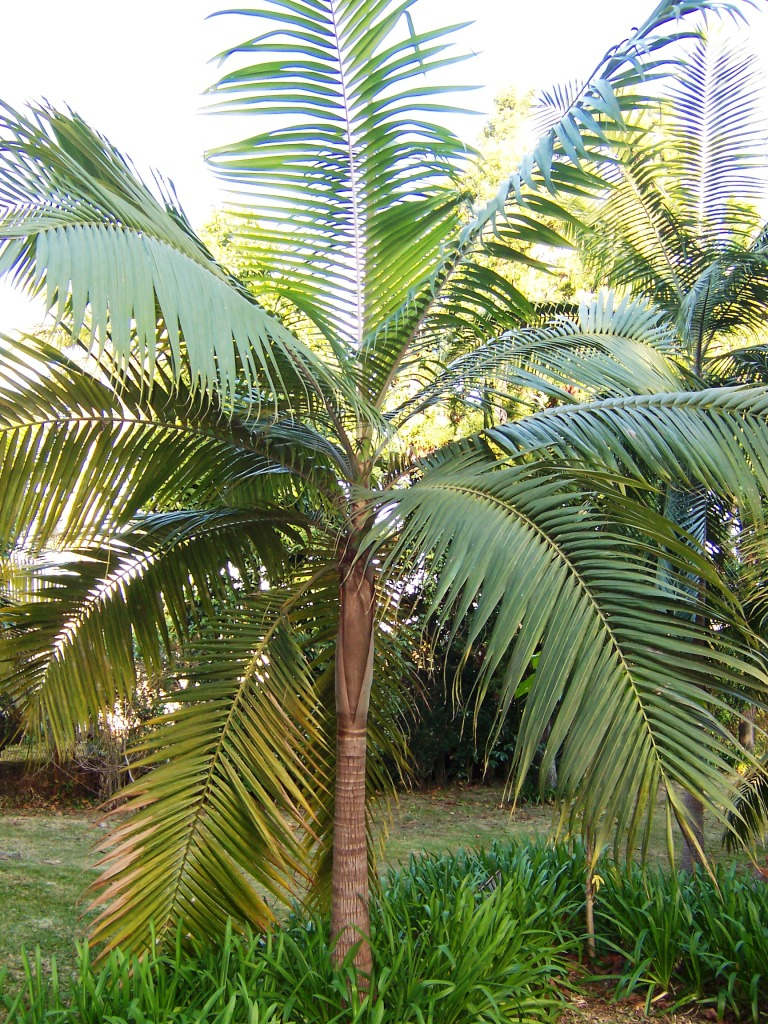
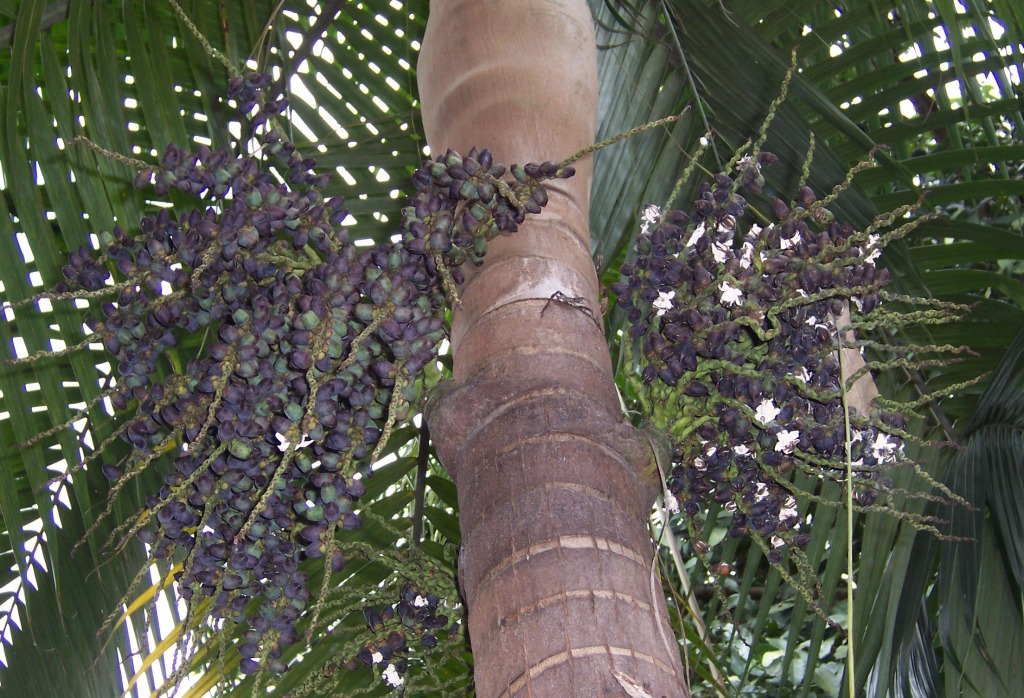
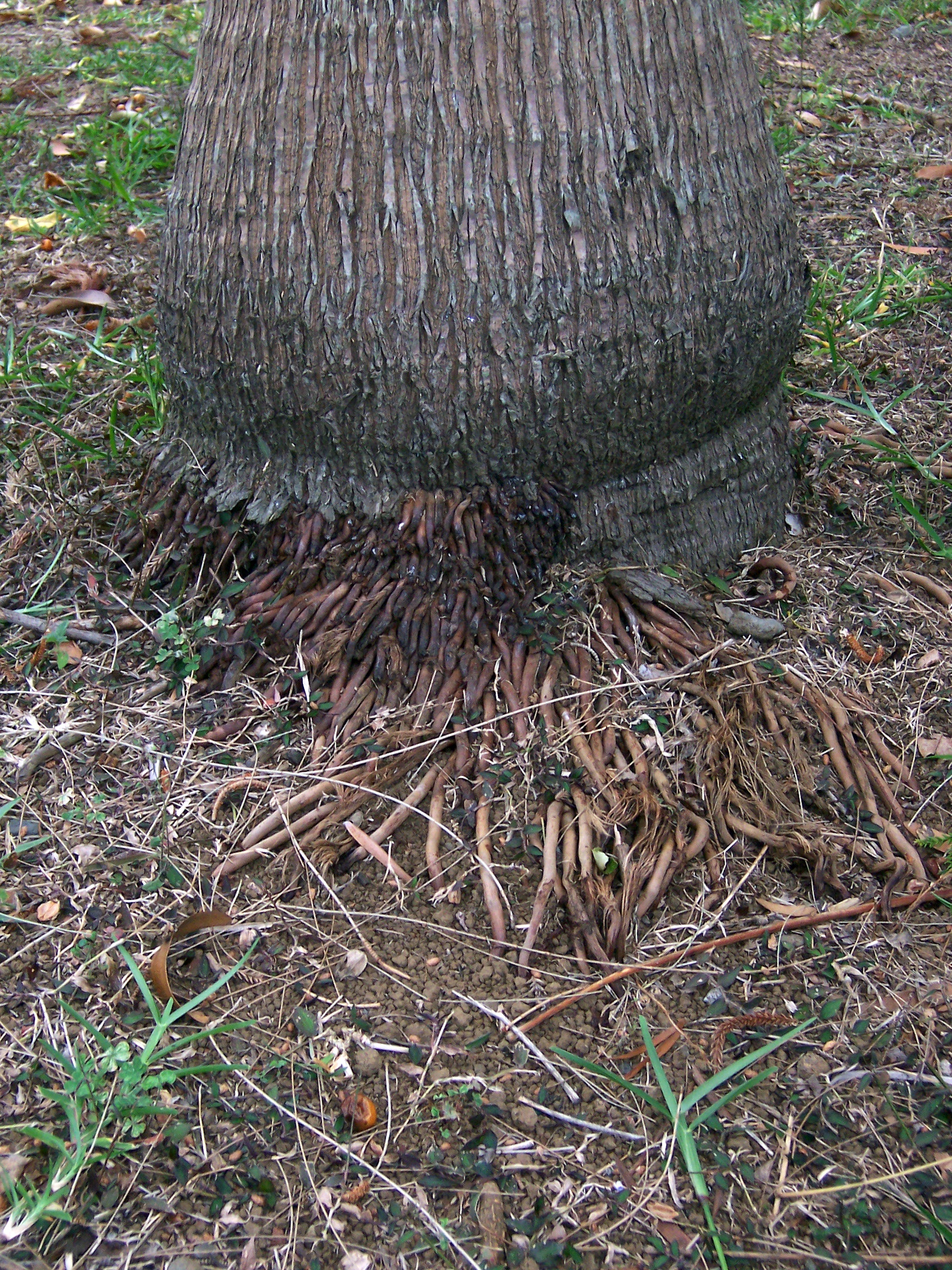
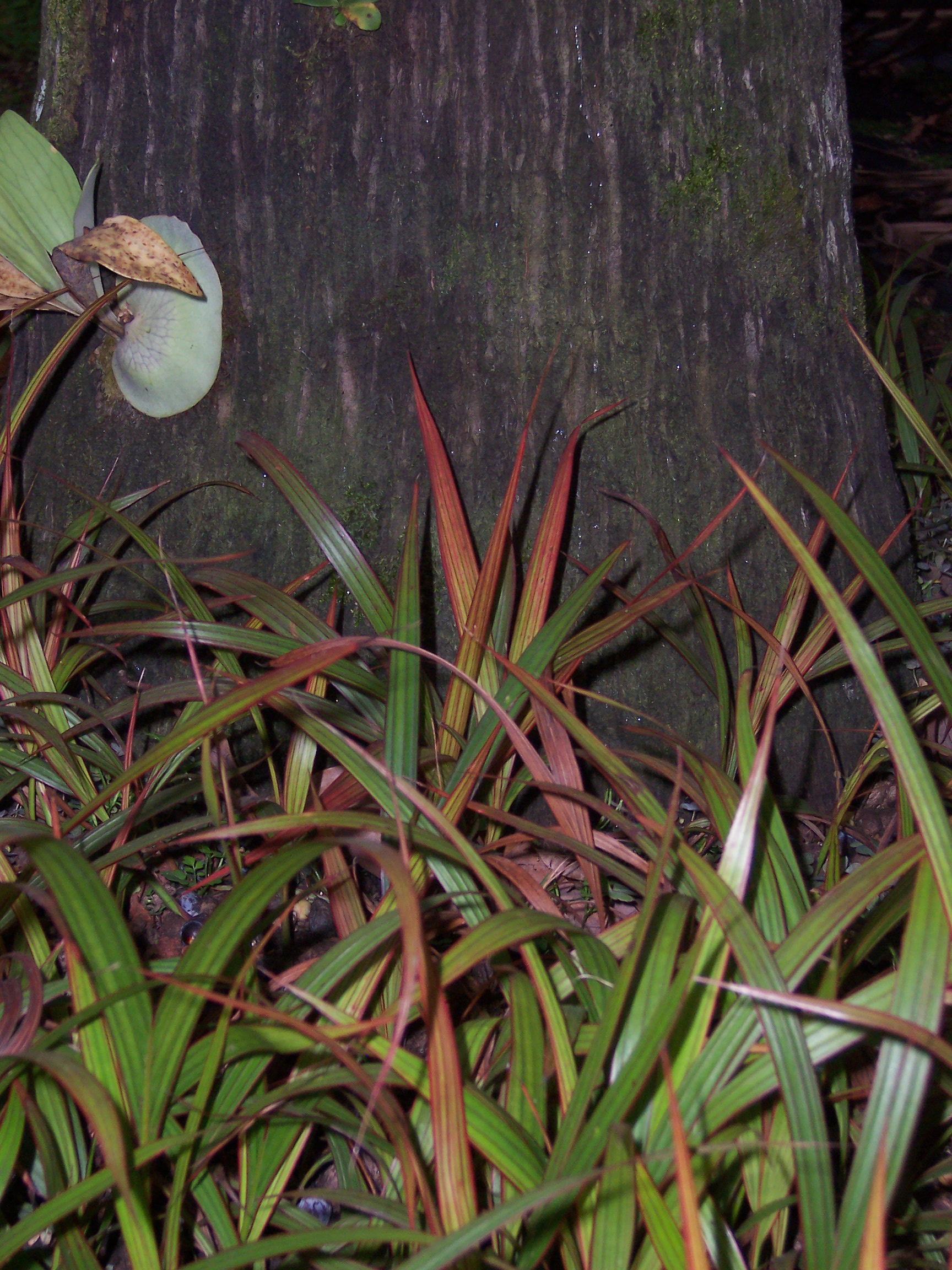